# 변기

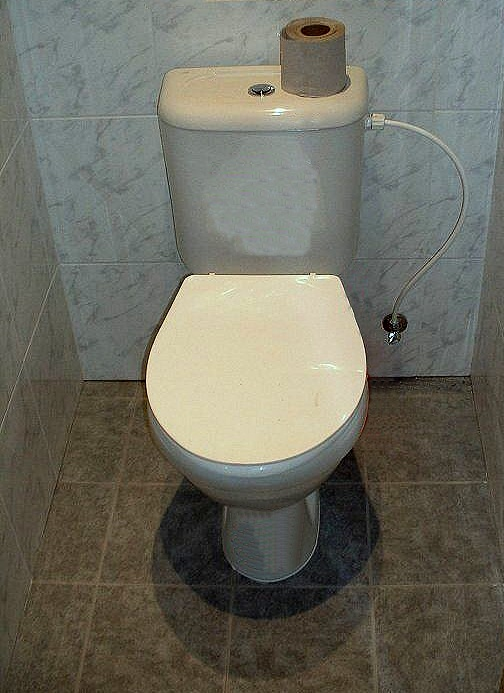
전형적인 형태의 변기

변기(便器)는 인간이 주로 대소변 처리에 사용하는 위생 기구이자 건축 부재이다. 설치는 급수 배수 작업을 수반하기 때문에 공사는 위생 설비 공사업자가 실시하는 것이 보통이다. 세계의 모든 건축물, 주택 및 시설의 화장실에 다양한 디자인과 형태로 설치되어있다. 설치 방법이나 오물의 처리 방법은 각 나라 사람들의 생활 습관에 따라 다르다. 가정에서 가장 물을 많이 사용하는 편이다.

## 역사
18세기 이전 유럽에서는 물로 인한 질병이 많아 집에 있는 화장실에서도 물을 쓰지 않아서 변기와 욕조를 사용하지 않았다.
그래서 그냥 배설물을 양동이에 넣어서 길에다 버렸다. 1760년대 유럽에서는 변기와 욕조가 생겼다.

## 변기 뚫기
변기 뚫는 방법들에는 다음과 같은 것들이 있다.
- 뚫어뻥이나 페트병을 잘라서 변기 하단의 배수 구멍에 밀착시킨 후 펌프질을 하여 압력을 이용하여 변기를 뚫는다.
- 철사 옷걸이를 적절히 변형하여 변기 배수 구멍에 넣고 막힌 이물질을 제거해본다.
- 샴푸를 세 번 정도 물에 풀어 놓고 30분 이상 기다린 후 물을 내려본다.[3]
- 하수구 뚫는 액을 사서 부어놓고 시간이 지난 후 물을 내려본다. 세제 통에 얼마의 시간이 지나야 효과가 있는지 적혀있다. 적어도 30분 이상, 심한 경우 밤새 놔둬야할 수도 있다.
- 변기 구멍에 랩을 싸고, 변기 뚜껑을 눌러서 막고 변기를 내리면 변기가 뚤린다.[출처 필요]

## 형태
- 재래식 변기
- 수세식 변기
  - 화변기
  - 양변기

## 같이 보기
- 수세식 변소
- 비데